# Bill Cartwright (cầu thủ bóng đá, sinh năm 1922)
William John Cartwright (11 tháng 6 năm 1922 – tháng 6 năm 1992) là một cầu thủ bóng đá người Anh, thi đấu ở vị trí wing half ở Football League cho Tranmere Rovers.